# George Ezra
George Ezra Barnett, född 7 juni 1993, är en brittisk sångare, låtskrivare och musiker. Han är född och uppväxt i Hertford, Storbritannien. Ezra släppte 2014 sitt debutalbum Wanted on Voyage. Han är bland annat känd för sin låt Budapest som har spelats mycket i radio.